# قائمة الجوائز والترشيحات التي تلقاها ليوناردو دي كابريو
فيما يلي قائمة بأهم الجوائز والترشيحات التي تلقاها الممثل ليوناردو دي كابريو. بحلول منتصف 2025، كان ليوناردو قد حاز على 209 ترشيحًا لجوائز مختلفةٍ نال منها 98 جائزة. ترشّح دي كابريو لنيل 6 جوائز أوسكار وفاز بواحدة سنة 2016 عن فيلم العائد، أولى الجوائز كانت جائزة أفضل ممثلٍ مساعد عن أداءه في فيلم ما الذي يضايق جيلبرت جريب سنة 1994، وفي حفل توزيع جوائز الأوسكار السابع والسبعون سنة 2005، ترشح لنيل جائزة أفضل ممثل عن فيلم الطيار، ثم نال ترشيحًا لنفس الجائزة سنة 2007 عن فيلم الألماس الدموي، وفي حفل توزيع جوائز الأوسكار السادس والثمانون الذي أُقيم سنة 2014، ترشّح ليوناردو لجائزئتين الأولى عن فئة أفضل ممثل، والثانية لجائزة أفضل فيلم لعمله ممثلًا ومنتجًا لفيلم ذئب وول ستريت.
في ما يخص جوائز غولدن غلوب فقد فاز دي كابريو بجائزتين بينما ترشّح لثمان جوائز. أول فوزٍ له بهذه الجائزة كان سنة 2005 عن فئة أفضل ممثّل في فيلم دراما لأداءه في فيلم الطيار، وكان الثاني عن فئة أفضل ممثّل في فيلمٍ موسيقيٍّ أو كوميديٍّ سنة 2014 عن فيلم ذئب وول ستريت.
في 2009، كان ليوناردو أول فائزٍ بجائزة «المساعدة الكبرى» التي تُقدمها جائزة اختيار أطفال نكلوديون نظير مساهماته في مساعدة البيئة.

## الجوائز والترشيحات
ملاحظة: السنة هي سنة توزيع الجائزة، بينما الأفلام تكون عادةً في السنة السابقة.

### جائزة الأوسكار
| السنة | العمل                     | الفئة             | النتيجة | فاز بها                                             | المراجع |
| ----- | ------------------------- | ----------------- | ------- | --------------------------------------------------- | ------- |
| 1994  | ما الذي يضايق غيلبرت غريب | أفضل ممثل مساعد   | رُشِّح     | تومي لي جونز عن فيلم الهارب                         | [ 5 ]   |
| 2005  | الطيار                    | أفضل ممثل         | رُشِّح     | جيمي فوكس عن فيلم راي.                              | [ 6 ]   |
| 2007  | الألماس الدموي            | أفضل ممثل         | رُشِّح     | فورست ويتكر عن فيلم آخر ملوك اسكتلندا.              | [ 7 ]   |
| 2014  | ذئب وول ستريت             | أفضل ممثل         | رُشِّح     | ماثيو ماكونهي عن فيلم نادي دالاس للمشترين.          | [ 8 ]   |
| 2014  | ذئب وول ستريت             | أفضل فيلم (كمنتج) | رُشِّح     | براد بيت، ستيف ماكوين، عن فيلم 12 عاما من العبودية. | [ 8 ]   |
| 2016  | العائد                    | أفضل ممثل         | فوز     |                                                     | [ 10 ]  |
| 2020  | حدث ذات مرة في هوليوود    | أفضل ممثل         | رُشِّح     | خواكين فينيكس عن فيلم جوكر.                         | [ 11 ]  |

### جائزة غولدن غلوب
| السنة | العمل                     | الفئة                             | النتيجة | فاز بها                                | المراجع |
| ----- | ------------------------- | --------------------------------- | ------- | -------------------------------------- | ------- |
| 1994  | ما الذي يضايق جيلبرت جريب | أفضل ممثل مساعد (فيلم)            | رُشِّح     | تومي لي جونز عن فيلم الهارب.           | [ 12 ]  |
| 1998  | تيتانيك                   | أفضل ممثّل (فيلم دراما)            | رُشِّح     | بيتر فوندا عن فيلم ذهب يولي ‏.          | [ 13 ]  |
| 2003  | أمسكني لو استطعت          | أفضل ممثّل (فيلم دراما)            | رُشِّح     | جاك نيكلسون عن فيلم عن شميدت.          | [ 14 ]  |
| 2005  | الطيار                    | أفضل ممثّل (فيلم دراما)            | فوز     |                                        | [ 15 ]  |
| 2007  | المغادرون                 | أفضل ممثّل (فيلم دراما)            | رُشِّح     | فورست ويتكر عن فيلم آخر ملوك اسكتلندا. | [ 16 ]  |
| 2007  | الألماس الدموي            | أفضل ممثّل (فيلم دراما)            | رُشِّح     | فورست ويتكر عن فيلم آخر ملوك اسكتلندا. | [ 16 ]  |
| 2009  | الطريق الثوري             | أفضل ممثّل (فيلم دراما)            | رُشِّح     | ميكي رورك عن فيلم المصارع.             | [ 17 ]  |
| 2012  | جيه إدغار                 | أفضل ممثّل (فيلم دراما)            | رُشِّح     | جورج كلوني عن فيلم الأحفاد.            | [ 18 ]  |
| 2013  | جانغو الحر                | أفضل ممثّل مساعد (فيلم دراما)      | رُشِّح     | كريستوف والتز عن فيلم جانغو الحر.      | [ 19 ]  |
| 2014  | ذئب وول ستريت             | أفضل ممثّل (فيلم موسيقي أو كوميدي) | فوز     |                                        | [ 20 ]  |
| 2016  | العائد                    | أفضل ممثل (فيلم دراما)            | فوز     |                                        | [ 21 ]  |

### جوائز الأكاديمية البريطانية للأفلام
| السنة | العمل         | الفئة                                 | النتيجة | فاز بها                                       | المراجع |
| ----- | ------------- | ------------------------------------- | ------- | --------------------------------------------- | ------- |
| 2005  | الطيار        | جائزة البافتا لأفضل ممثل في دور رئيسي | رُشِّح     | جيمي فوكس عن فيلم راي.                        | [ 22 ]  |
| 2007  | المغادرون     | جائزة البافتا لأفضل ممثل في دور رئيسي | رُشِّح     | فورست ويتكر عن فيلم آخر ملوك اسكتلندا.        | [ 23 ]  |
| 2014  | ذئب وول ستريت | جائزة البافتا لأفضل ممثل في دور رئيسي | رُشِّح     | شيواتال إيجيوفور عن فيلم 12 عاما من العبودية. | [ 24 ]  |
| 2016  | العائد        | جائزة البافتا لأفضل ممثل في دور رئيسي | فوز     |                                               | [ 25 ]  |

### جائزة ستالايت
| السنة | العمل   | الفئة                           | النتيجة | فاز بها                     | المراجع |
| ----- | ------- | ------------------------------- | ------- | --------------------------- | ------- |
| 1998  | تيتانيك | أفضل أداء لممثل في فيلم - دراما | رُشِّح     | روبرت دوفال عن فيلم التلميذ | [ 26 ]  |

### جائزة الدب الفضي
| السنة | العمل          | الفئة                       | النتيجة | المراجع |
| ----- | -------------- | --------------------------- | ------- | ------- |
| 1997  | روميو + جولييت | جائزة الدب الفضي لأفضل ممثل | فوز     | [ 27 ]  |

### جوائز معهد الفيلم الأمريكي
| السنة | العمل         | الفئة                                                                                | النتيجة | المراجع |
| ----- | ------------- | ------------------------------------------------------------------------------------ | ------- | ------- |
| 2014  | ذئب وول ستريت | فيلم العام (تقاسمها مع مارتن سكورسيزي ورضا عزيز وإيما تيلينغر كوسكوف وجوي مكفارلاند) | فوز     | [ 28 ]  |

### جائزة زحل
| السنة | العمل         | الفئة     | النتيجة | فاز بها                         | المراجع |
| ----- | ------------- | --------- | ------- | ------------------------------- | ------- |
| 2011  | جزيرة المصراع | أفضل ممثّل | رُشِّح     | جيف بريدجز عن فيلم ترون: الإرث. | [ 29 ]  |
| 2011  | بداية         | أفضل ممثّل | رُشِّح     | جيف بريدجز عن فيلم ترون: الإرث. | [ 29 ]  |

### جائزة إيدا
| السنة | العمل | الفئة               | النتيجة | فاز بها                                | المراجع |
| ----- | ----- | ------------------- | ------- | -------------------------------------- | ------- |
| 2010  | بداية | أفضل لحظة غير منسيّة | رُشِّح     | ناتالي بورتمان عن فيلم البجعة السوداء. | [ 30 ]  |

### جوائز جمعية نقاد أوستن السينمائيين
| السنة | العمل     | الفئة     | النتيجة | المراجع |
| ----- | --------- | --------- | ------- | ------- |
| 2006  | المغادرون | أفضل ممثّل | فوز     | [ 31 ]  |

### جوائز جمعية نقاد السينما الأستراليين
| السنة | العمل         | الفئة     | النتيجة | فاز بها                          | المراجع |
| ----- | ------------- | --------- | ------- | -------------------------------- | ------- |
| 2014  | غاتسبي العظيم | أفضل ممثّل | رُشِّح     | آرون بيدرسن عن فيلم طريق الغموض. | [ 32 ]  |

### جوائز معهد الفيلم الأسترالي
| السنة | العمل         | الفئة                | النتيجة | فاز بها                                       | المراجع |
| ----- | ------------- | -------------------- | ------- | --------------------------------------------- | ------- |
| 2012  | جيه إدغار     | أفضل ممثّل            | رُشِّح     | جون دوجردان عن فيلم الفنان.                   | [ 33 ]  |
| 2014  | غاتسبي العظيم | أفضل ممثّل بدور رئيسي | فوز     |                                               | [ 34 ]  |
| 2014  | ذئب وول ستريت | أفضل ممثّل            | رُشِّح     | شيواتال إيجيوفور عن فيلم 12 عاما من العبودية. | [ 35 ]  |

### جائزة اختيار النقاد للأفلام
| السنة | العمل          | الفئة                  | النتيجة | فاز بها                                | المراجع |
| ----- | -------------- | ---------------------- | ------- | -------------------------------------- | ------- |
| 2005  | الطيار         | أفضل ممثل              | رُشِّح     | جيمي فوكس عن فيلم راي.                 | [ 36 ]  |
| 2007  | الألماس الدموي | أفضل ممثل              | رُشِّح     | فورست ويتكر عن فيلم آخر ملوك اسكتلندا. | [ 37 ]  |
| 2007  | المغادرون      | أفضل ممثل              | رُشِّح     | فورست ويتكر عن فيلم آخر ملوك اسكتلندا. | [ 37 ]  |
| 2007  | المغادرون      | أفضل أداء لطاقم تمثيلي | رُشِّح     | طاقم عمل فيلم ملكة جمال أطفال سنشاين.  | [ 37 ]  |
| 2012  | جيه إدغار      | أفضل ممثل              | رُشِّح     | جورج كلوني عن فيلم الأحفاد.            | [ 38 ]  |
| 2014  | ذئب وول ستريت  | أفضل ممثّل في الكوميديا | فوز     |                                        | [ 39 ]  |

### جوائز إم تي في للأفلام
| السنة | العمل            | الفئة                                            | النتيجة | فاز بها                                                                    | المراجع |
| ----- | ---------------- | ------------------------------------------------ | ------- | -------------------------------------------------------------------------- | ------- |
| 1997  | روميو + جولييت   | أفضل أداء لممثل                                  | رُشِّح     | توم كروز عن فيلم جيري ماغواير.                                             | [ 40 ]  |
| 1997  | روميو + جولييت   | أفضل ثنائي على الشاشة (تقاسمها مع كلير دينس)     | رُشِّح     | نيكولاس كيج وشون كونري عن فيلم الصخرة.                                     | [ 40 ]  |
| 1997  | روميو + جولييت   | أفضل قبلة (تقاسمها مع كلير دينس)                 | رُشِّح     | ويل سميث وفيفيكا ا. فوكس عن فيلم يوم الاستقلال.                            | [ 40 ]  |
| 1998  | تيتانيك          | أفضل أداء لممثل                                  | فوز     |                                                                            | [ 41 ]  |
| 1998  | تيتانيك          | أفضل ثنائي على الشاشة (تقاسمها مع كيت وينسليت)   | رُشِّح     | جون ترافولتا ونيكولاس كيج عن فيلم الوجه المخلوع.                           | [ 41 ]  |
| 1998  | تيتانيك          | أفضل قبلة (تقاسمها مع كيت وينسليت)               | رُشِّح     | آدم ساندلر ودرو باريمور عن فيلم مغني حفل الزفاف.                           | [ 41 ]  |
| 2003  | عصابات نيويورك   | أفضل قبلة (تقاسمها مع كاميرون دياز)              | رُشِّح     | توبي ماغواير وكريستين دانست عن فيلم الرجل العنكبوت.                        | [ 42 ]  |
| 2003  | أمسكني لو استطعت | أفضل أداء لممثل                                  | رُشِّح     | إمينيم عن فيلم 8 أميال.                                                    | [ 42 ]  |
| 2005  | الطيار           | أفضل أداء لممثل                                  | فوز     |                                                                            | [ 43 ]  |
| 2011  | بداية            | أفضل لحظة مفاجئة (تقاسمها مع إلين بيج)           | رُشِّح     | جستن بيبر عن فيلم جستن بيبر: إيّاك أن تقول أبدًا.                            | [ 44 ]  |
| 2013  | جانغو الحر       | أفضل شرير                                        | رُشِّح     | توم هيدليستون عن فيلم المنتقمون.                                           | [ 45 ]  |
| 2013  | جانغو الحر       | أفضل ثنائي على الشاشة (تقاسمها مع صامويل جاكسون) | رُشِّح     | مارك والبيرغ وسيث ماكفارلن عن فيلم تيد.                                    | [ 45 ]  |
| 2014  | ذئب وول ستريت    | أفضل لحظة غريبة                                  | فوز     |                                                                            | [ 46 ]  |
| 2014  | ذئب وول ستريت    | أفضل أداء لممثل                                  | رُشِّح     | جوش هوتشرسن عن فيلم مباريات الجوع: ألسنة اللهب.                            | [ 46 ]  |
| 2014  | ذئب وول ستريت    | أفضل ثنائي على الشاشة (تقاسمها مع جونا هيل)      | رُشِّح     | فين ديزل وبول ووكر عن فيلم سرعة وغضب 6.                                    | [ 46 ]  |
| 2014  | ذئب وول ستريت    | أفضل أداء بدون قميص                              | رُشِّح     | زاك إيفرون عن فيلم تلك اللحظة المحرجة.                                     | [ 46 ]  |
| 2014  | ذئب وول ستريت    | أفضل لحظة موسيقيّة                                | رُشِّح     | باكستريت بويز وجاي باروشيل وسيث روغن وكريغ روبنسون عن فيلم هذه هي النهاية. | [ 46 ]  |

### جوائز بيبول تشويس
| السنة | العمل         | الفئة                                                                         | النتيجة | فاز بها                                                                 | المراجع |
| ----- | ------------- | ----------------------------------------------------------------------------- | ------- | ----------------------------------------------------------------------- | ------- |
| 2007  | المغادرون     | التنافس المفضل على الشاشة (تقاسمها مع مات ديمون وجاك نيكلسون)                 | رُشِّح     | جوني ديب وكيرا نايتلي عن فيلم قراصنة الكاريبي: صندوق الرجل الميت        | [ 47 ]  |
| 2011  | بداية         | الفريق المفضل على الشاشة (تقاسمها مع توم هاردي وإلين بيج وجوزيف غوردون-ليفيت) | رُشِّح     | كريستين ستيوارت وروبرت باتينسون وتايلور لوتنر عن فيلم ملحمة الشفق: خسوف | [ 48 ]  |
| 2011  | بداية         | ممثل الأفلام المفضل                                                           | رُشِّح     | جوني ديب عن فيلم أليس في بلاد العجائب                                   | [ 48 ]  |
| 2014  | ذئب وول ستريت | ممثل الأفلام المفعم بالحيوية المفضل                                           | فوز     |                                                                         | [ 49 ]  |
| 2014  | ذئب وول ستريت | ممثل الأفلام المفضل                                                           | رُشِّح     | جوني ديب                                                                | [ 49 ]  |

### جائزة نقابة ممثلي الشاشة
| السنة | العمل          | الفئة                                  | النتيجة | فاز بها                                | المراجع |
| ----- | -------------- | -------------------------------------- | ------- | -------------------------------------- | ------- |
| 1997  | غرفة مارفن     | أفضل أداء لطاقم تمثيلي في فيلم سينمائي | رُشِّح     | طاقم عمل فيلم قفص العصافير.            | [ 50 ]  |
| 1998  | تيتانيك        | أفضل أداء لطاقم تمثيلي في فيلم سينمائي | رُشِّح     | طاقم عمل فيلم كل ما هو مطلوب.          | [ 51 ]  |
| 2005  | الطيار         | أفضل أداء لطاقم تمثيلي في فيلم سينمائي | رُشِّح     | طاقم عمل فيلم طرق جانبية.              | [ 52 ]  |
| 2005  | الطيار         | أفضل أداء لممثل في دور رئيسي           | رُشِّح     | جيمي فوكس عن فيلم راي.                 | [ 52 ]  |
| 2007  | المغادرون      | أفضل أداء لطاقم تمثيلي في فيلم سينمائي | رُشِّح     | طاقم عمل فيلم ملكة جمال أطفال سنشاين.  | [ 53 ]  |
| 2007  | المغادرون      | أفضل أداء لممثل في دور مساعد           | رُشِّح     | إيدي ميرفي عن فيلم فتيات الحلم.        | [ 53 ]  |
| 2007  | الألماس الدموي | أفضل أداء لممثل في دور رئيسي           | رُشِّح     | فورست ويتكر عن فيلم آخر ملوك اسكتلندا. | [ 53 ]  |
| 2012  | جيه إدغار      | أفضل أداء لممثل في دور رئيسي           | رُشِّح     | جون دوجردان عن فيلم الفنان.            | [ 54 ]  |

### جوائز جمعية نقاد دالاس فورت وورث السينمائيين
| السنة | العمل          | الفئة     | النتيجة | فاز بها                                    | المراجع |
| ----- | -------------- | --------- | ------- | ------------------------------------------ | ------- |
| 2005  | الطيار         | أفضل ممثل | رُشِّح     | بول جياماتي عن فيلم طرق جانبية.            | [ 55 ]  |
| 2006  | المغادرون      | أفضل ممثل | رُشِّح     | فورست ويتكر عن فيلم آخر ملوك اسكتلندا.     | [ 56 ]  |
| 2006  | الألماس الدموي | أفضل ممثل | رُشِّح     | فورست ويتكر عن فيلم آخر ملوك اسكتلندا.     | [ 56 ]  |
| 2013  | ذئب وول ستريت  | أفضل ممثل | رُشِّح     | ماثيو ماكونهي عن فيلم نادي دالاس للمشترين. | [ 57 ]  |

### جوائز جمعية نقاد لوس أنجلوس السينمائيين
| السنة | العمل                     | الفئة              | النتيجة | المراجع |
| ----- | ------------------------- | ------------------ | ------- | ------- |
| 1993  | ما الذي يضايق جيلبرت جريب | جائزة الجيل الجديد | فوز     | [ 58 ]  |

### جائزة تين تشويس
| السنة | العمل                     | الفئة                                                          | النتيجة | فاز بها                                                | المراجع |
| ----- | ------------------------- | -------------------------------------------------------------- | ------- | ------------------------------------------------------ | ------- |
| 1999  | شهرة                      | اختيار الأفلام - نوبة الغضب                                    | رُشِّح     | ساندرا بولوك عن فيلم قوى الطبيعة.                      | [ 59 ]  |
| 2000  | الشاطئ                    | اختيار الأفلام - الممثل المختار                                | رُشِّح     | فريدي برينز الابن عن فيلم Down to You.                 | [ 60 ]  |
| 2000  | الشاطئ                    | اختيار الأفلام - كيمياء الرومانسية (تقاسمها مع فيرجيني ليدوين) | رُشِّح     | ديفيد أركيت وكورتني كوكس عن فيلم صرخة 3.               | [ 60 ]  |
| 2003  | عصابات نيويورك            | اختيار الأفلام - القبلة العاطفية (تقاسمها مع كاميرون دياز)     | رُشِّح     | جوش لوكاس وريس ويذرسبون عن فيلم المنزل الجميل ألاباما. | [ 61 ]  |
| 2003  | أمسكني لو استطعت          | اختيار الأفلام - المخادع                                       | فوز     |                                                        | [ 61 ]  |
| 2005  | الطيار                    | اختيار الأفلام - ممثل دراما                                    | رُشِّح     | رايان غوسلينغ عن فيلم ذا نوتبوك.                       | [ 62 ]  |
| 2007  | المغادرون والألماس الدموي | اختيار الأفلام - ممثل دراما                                    | رُشِّح     | ويل سميث عن فيلم السعي للسعادة.                        | [ 63 ]  |
| 2010  | جزيرة المصراع             | اختيار الأفلام - ممثل رعب/إثارة                                | فوز     |                                                        | [ 64 ]  |
| 2013  | غاتسبي العظيم             | اختيار الأفلام - ممثل دراما                                    | رُشِّح     | لوجان ليرمان عن فيلم مزايا أن تكون خجولًا.              | [ 65 ]  |

### جائزة الفنان الصغير
| السنة | العمل        | الفئة                                       | النتيجة | فاز بها                                      | المراجع |
| ----- | ------------ | ------------------------------------------- | ------- | -------------------------------------------- | ------- |
| 1991  | سانتا باربرا | أفضل ممثل شاب في مسلسل نهاري                | رُشِّح     | آر جي ويليامز عن مسلسل مستشفى عام.           | [ 66 ]  |
| 1991  | أبوّة         | أفضل بطولة لممثل شاب في مسلسل تلفزيوني جديد | رُشِّح     | آدم جيفريز عن مسلسل ألوان حقيقيّة.            | [ 66 ]  |
| 1992  | آلام النمو   | أفضل ممثل مساعد شاب في مسلسل تلفزيوني       | رُشِّح     | براين أوستن غرين عن مسلسل بيفرلي هيلز 90210. | [ 67 ]  |